# Trissernis ochreicosta
Trissernis ochreicosta là một loài bướm đêm trong họ Noctuidae.